# Anamorphose (La Défense)
Pour les articles homonymes, voir Anamorphose (homonymie).
Anamorphose est une œuvre de Fabio Rieti. C'est l'une des œuvres d'art de la Défense, en France.

## Description
L'œuvre est située à l'intérieur du couloir d'accès piétonnier conduisant au parking Centre.
L'œuvre est installée en 1985.